# Quart de Poblet
Quart de Poblet è un comune spagnolo di 25 499 abitanti situato nella comunità autonoma Valenciana.